# أليس وو
أليس وو (بالإنجليزية: Alice Wu) هي كاتبة سيناريو ومخرجة أمريكية، ولدت في 1970 في سان خوسيه في الولايات المتحدة.

## وصلات خارجية
- أليس وو على موقع IMDb (الإنجليزية)
- أليس وو على موقع ألو سيني (الفرنسية)
- أليس وو على موقع أول موفي (الإنجليزية)
- أليس وو على موقع قاعدة بيانات الأفلام السويدية (السويدية)
- أليس وو على موقع قاعدة بيانات الفيلم (الإنجليزية)
- أليس وو على موقع كينوبويسك (الروسية)